# Dreieckswagen
Der Dreieckswagen ist eine neolithische Karre (einachsiger Wagen) mit rotierender Achse, die im zirkumalpinen Raum bereits während des 4. Jahrtausends v. Chr. als einer der weltweit ersten Transportfahrzeugtypen entstand und offenbar aus der Entwicklungslinie Pflug, Stangenschleife stammt.
Als eindeutiger Nachweis für die früheste Nutzung von Arbeitsrindern wird der Fund eines aus einer Baumgabel gefertigten Objektes aus der Moorsiedlung Reute-Schorrenried (dendrochronologisch datiert auf 3709–3707 v. Chr.) angesehen, wobei Forscher in diesem Objekt teilweise das Vorderteil einer Stangenschleife, teilweise aber schon einen Dreieckswagen erkennen. Ein vergleichbares Objekt mit Abnutzungsspuren an den Enden der Stangen ist im Lac de Chalain in Fontenu, Département Jura, Frankreich (datiert auf 3015–2976 v. Chr.) gefunden worden. Hinweise auf frühe einachsige Wagen geben Funde wie das feuergehärtete Rad von „Stare gmajne“ (datiert auf 3160–3100 v. Chr.) im Laibacher Moor in Slowenien, die der lokalen Badener Kultur zugeordnet werden.
Unabhängig von den Dreieckswagen, die auch als Felsritzungen existieren, wurden auch Jochfragmente und Nachweise für „Verochsung“ (Stierkastration) gefunden. Typische Abnutzungsspuren an Knochen von Zugrindern Hüftgelenksarthrose (Coxarthrose) wurden in englischen Fundstellen entdeckt, die aus dem 3. Jahrtausend stammen, wobei sich sagen lässt, dass sie als ständige Zugtiere genutzt wurden.

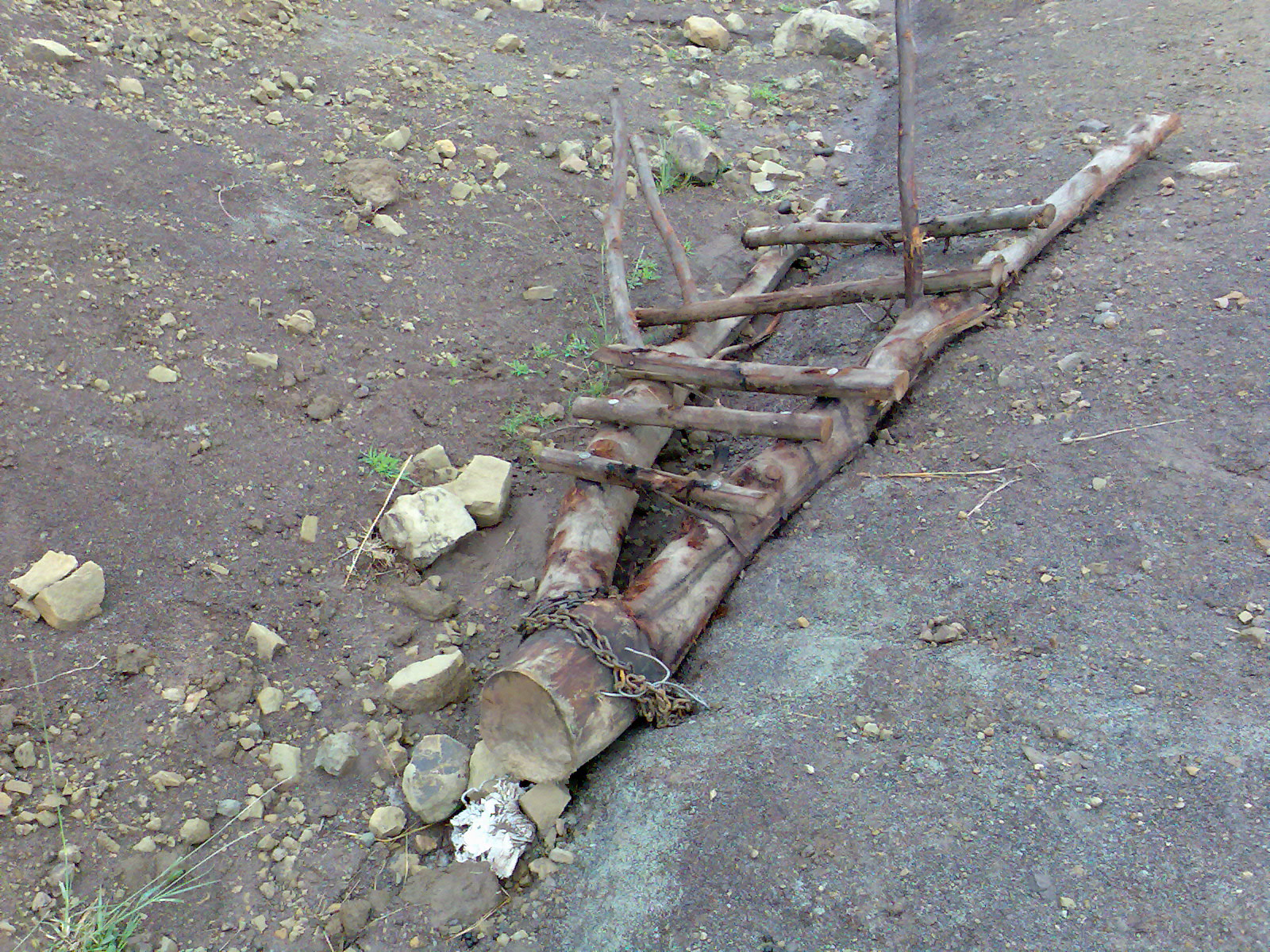
Stangenschleife, die, am breiten Ende mit Achse und Rädern versehen zum Dreieckswagen wird

## Konstruktion
Die quadratischen Achslöcher der Räder von der Fundstelle „Zürich-Pressehaus“, von denen zwei noch auf einer 1,1–1,2 m langen Achse saßen, belegen, dass es sich um rotierende Achsen, fachsprachlich also Wellen handelt. Aufgrund dieses Befundes ist ein schmal A-förmiges Fahrgestell rekonstruiert worden, dessen beide Schenkel mit halbrunden Einkerbungen (oder auch runden Löchern) versehen waren, die die runde Achse aufnahmen. Abriebspuren auf der Achse lassen auf Fahrgestellbreiten von 80 bis 120 cm schließen.
Die mehrteiligen Scheibenvollräder sind nach dem Salamiprinzip aus mehreren verbundenen Blöcken gefertigt, die rund geschnitten und mit einem quadratischen Achsloch versehen wurden. Ein solches wurde auch bei Castione dei Marchesi in der Po-Ebene gefunden.
Runde Baumscheiben reißen beim Austrocknen sehr schnell auf und waren daher als Wagenräder nicht zu gebrauchen. Die Zusammensetzung mehrerer Holzelemente wurden mit Splinteinschüben einer zweiten Holzart gefüllt, für die teilweise extra ein Spalt frei gelassen wurde um es nach dem Austrocknen einzuschlagen und das Rad unter Spannung zu bringen. Dieses entgegen der Wuchsrichtung geformte besonders belastbare Holz löste das Problem des arbeitenden Holzes und machte die Räder haltbarer. Schon damals hat man typische Holzarten eingesetzt, die auch spätere Wagner bevorzugten. In einem Fall wurde trotzdem ein einteiliges Scheibenrad aus der Zeit um 3430 v. Chr. gefunden.
Die Vorstellungen vom Aussehen der Karren und ihrer Gespanne stützen sich auf alpine Felsbilder. Sie zeigen paarweise als Zugtiere angespannte Rinder. Vermutlich bis in die Bronzezeit datierbar ist die Darstellung auf einem Felsbild im Nationalpark Mercantour im Val de Fontanalbe in den französischen Seealpen, die zwei Rinder im Joch zeigt, die eine Stangenschleife auf zwei Rädern ziehen. Dies ist die erste bildliche Darstellung eines Dreieckskarrens. Hier findet sich auch noch die Darstellung eines Ochsengespanns vor einer Stangenschleife.
Der Übergang von der Stangenschleife zum Dreieckskarren wird daher auf das Ende des 4. Jahrtausends v. Chr. angesetzt. Da das Zuggespann aufgrund der Schleife dauerhaft leicht schräg steht, hat man später die Achse durch eine kurze Deichsel verlängert, um den Tieren mehr Raum für ein gerades Gehen zu ermöglichen.
Aus der Logik wurde auf eine Widerrist-Jochanspannung geschlossen, auch wenn verschiedene Darstellungen eher auf ein Nackenjoch deuten. Da man aber schon damals hornlose Rinder bevorzugte, weil das Horn in der Stallhaltung störte, würde dies ein Nackenjoch wie es heute noch beim Wasserbüffel üblich ist, automatisch ausschließen.
Die Zweirädrigkeit ergibt sich aus der Einheit von Deichsel und Ladefläche, sodass der vordere Teil der Ladung immer ein wenig auf den Zugtieren lastet.
Die Räder, die fest mit der Achse verbunden waren, rotierten mitsamt der Achse in einem starren Achslager, das am Wagen befestigt war. Auffallend ist, dass diese Bauweise besonders in zirkumalpinen Seeufer- und Feuchtbodenfundstellen genutzt wurde, so in der Horgener Kultur, der Saône-Rhône-Kultur wie auch in der Badener Kultur.
Eine solche Dreieckskarre eignet sich gut für Tagesstrecken wie z. B. das Einbringen der Ernte oder Holztransporte, aber auch um Ladungen über Feuchtwiesen zu transportieren. Für Strecken über mehrere Tage hinweg ist dieses Gefährt jedoch kaum geeignet.
Die vierrädrigen Wagenmodelle der Badener Kultur und die Darstellungen der nordmitteleuropäischen Trichterbecherkulturen (TBK) wie auch der Schnurkeramik sind als Vorbild des Dreieckswagen ungeeignet, da sie Fahrzeuge mit feststehender Achse und frei drehenden Rädern zeigen, also nach einem anderen technischen Prinzip gebaut sind. Aus Gnarrenburg in Niedersachsen und dem Meershusener Moor (aus dem 3. Jahrtausend v. Chr.) erschloss der Archäologe Stefan Burmeister anhand von Abnutzungsspuren bewegliche Achsen und Räder mit Nabenbuchsen, wie sie für vierrädrige Wagen benötigt werden.
Für vierrädrige Wagen mit rotierenden Achsen gibt es nur wenige ethnographische und historische Beispiele.
Sie finden sich ansonsten primär an zweirädrigen landwirtschaftlichen Fahrzeugen in Anatolien, den Alpen, Portugal, Spanien und auf Sardinien. Diese Beschränkung hat technische Gründe, da die rotierende Achse nur durch das Gewicht des Wagens und der Ladung, gelegentlich durch eine lose Bindung ergänzt, am abfallenden Fahrgestell festgehalten wird. Nur bei einachsigen Wagen ist eine ständige Belastung der einzigen Achse gewährleistet und hat somit permanenten Kontakt mit dem Fahrgestell wie auch zum Boden.
Der Breite der Ladefläche von Dreieckswagen werden Grenzen gesetzt durch:
- das hohe Gewicht von massiven Holzelementen inklusive der Vollräder im Verhältnis zu den relativ kleinen neolithischen Rindern
- den geringen Durchmesser vorzeitlicher Räder (max. 0,7 m) und der daraus resultierenden geringen Achshöhe der Karre, was jedoch das Beladen begünstigt
- den Abstand der Zugtiere, die im Joch gehen und zwischen denen die Nutz- bzw. Ladefläche (ohne verlängerte Deichsel) liegt.

## Indischer Dreieckswagen
Aus der Harappazeit existieren Karrenmodelle aus Ton (meist ohne Zugtierdarstellung). Die Späte Harappazeit überschneidet sich im Osten mit den kupferzeitlichen Kulturen auf der indischen Halbinsel. Zu dieser Zeit tauchen auf der indischen Halbinsel Karren erstmals auf. Zwar konnten auch dort (wie am Indus) bislang keine entsprechenden Funde gemacht werden, dafür ist der Dreieckswagen in einer bildlichen Darstellung auf einem Keramikgefäß aus Inamgaon in der westindischen Region Dekkan belegt. Sie zeigt einen von zwei Buckelrindern gezogenen zweirädrigen Karren. H. D. Sankalia datiert dieses Gefäß in den Zeitraum von 1600 bis 700 v. Chr., während B. Allchin & F. R. Allchin die frühe Jorwe-Stufe, auf 1500–1050 v. Chr. datieren.